# Lactarius chrysorrheus
Lactarius chrysorrheus é um fungo que pertence ao gênero de cogumelos Lactarius na ordem Russulales. Encontrado na Europa e na América do Norte, foi descrito cientificamente pelo micologista sueco Elias Magnus Fries em 1838.